# Tolmács
Tolmács (ungerska: Tomács) är en ort i Ungern.   Den ligger i provinsen Nógrád, i den nordvästra delen av landet, 50 km norr om huvudstaden Budapest. Tolmács ligger 191 meter över havet och antalet invånare är 725.
Terrängen runt Tolmács är platt åt sydost, men åt nordväst är den kuperad. Runt Tolmács är det ganska tätbefolkat, med 230 invånare per kvadratkilometer. Närmaste större samhälle är Vác, 17,2 km söder om Tolmács. Omgivningarna runt Tolmács är en mosaik av jordbruksmark och naturlig växtlighet.